# Lúcifer (Supernatural)
Lúcifer é um personagem fictício da série de televisão de fantasia sombria e urbana Supernatural, criada por Eric Kripke. O personagem é baseado no Diabo bíblico e é o principal antagonista da quinta e outras temporadas da série. Lúcifer é um arcanjo caído, ex-governante do inferno e pai de todos os demônios. É interpretado pelo ator Mark Pellegrino.

## Caracterização
Uma homenagem ao poema Paraíso Perdido, de John Milton, Lúcifer é retratado como "gentil, quase simpático". Eric Kripke argumentou: "Ele era essencialmente traído, por isso, de certa forma, ele pode ser visto com simpatia ... se podemos fazer os anjos pilas, Lúcifer pode ser solidário". Kripke ainda o caracterizou como um "diabo que tem dúvidas" e "muita afeição por Deus e os anjos", e que "fala com muito carinho e cuidado e ... não mente". Kripke brincou comparando-o a uma versão "furiosamente psicótica" do ambientalista Ed Begley, Jr., com "poder ilimitado".
Mark Pellegrino, interpréte principal de Lúcifer, foi originalmente a segunda escolha para interpretar Castiel, perdendo o papel para Misha Collins.

## Recepção
Em 2013, Lúcifer foi nomeado na lista dos "Top 60 Vilões de Todos os Tempos", pela revista semanal TV Guide.